# Olympische Sommerspiele 1988/Handball
Bei den XXIV. Olympischen Spielen 1988 in Seoul wurden die Wettbewerbe im Handball für Männer und Frauen ausgetragen. Olympiasieger bei den Männern wurde die sowjetische Mannschaft, welche den Spielen von Los Angeles vier Jahre zuvor aufgrund des Boykotts der Ostblockstaaten ferngeblieben war. Die weiteren Podiumsplätze gingen an Südkorea und Titelverteidiger Jugoslawien. Bei den Frauen siegte Südkorea vor Norwegen und der Sowjetunion.

## Männer

### Medaillengewinner
| Gold | Silber | Bronze |
| --- | --- | --- |
| UdSSR Wjatscheslaw Atawin Leonid Doroschenko (ohne Einsatz) Waleri Gopin Aljaksandr Karschakewitsch Andrei Lawrow Juri Nesterow Valdemaras Novickis Alexander Rymanow Konstantin Scharowarow Juri Schewzow Georgi Sviridenko Igor Tschumak Alexander Tutschkin Andrei Tjumenzew Michail Wassiljew Trainer: Anatolyj Ewtuschenko | Südkorea Choi Suk-jae Kang Jae-won Kim Jae-hwan Koh Suk-chang Lee Sang-hyo Lim Jin-suk Noh Hyun-suk Oh Young-ki Park Do-hun Park Young-dae Shim Jae-hong Shin Young-suk Yoon Tae-il Trainer: Yoo Jae-choong | Jugoslawien Mirko Bašić Jožef Holpert Boris Jarak Slobodan Kuzmanovski Muhamed Memić Alvaro Načinović Goran Perkovac Zlatko Portner Iztok Puc Rolando Pušnik Momir Rnić Zlatko Saračević Irfan Smajlagić Ermin Velić Veselin Vujović Trainer: Abas Arslanagić |

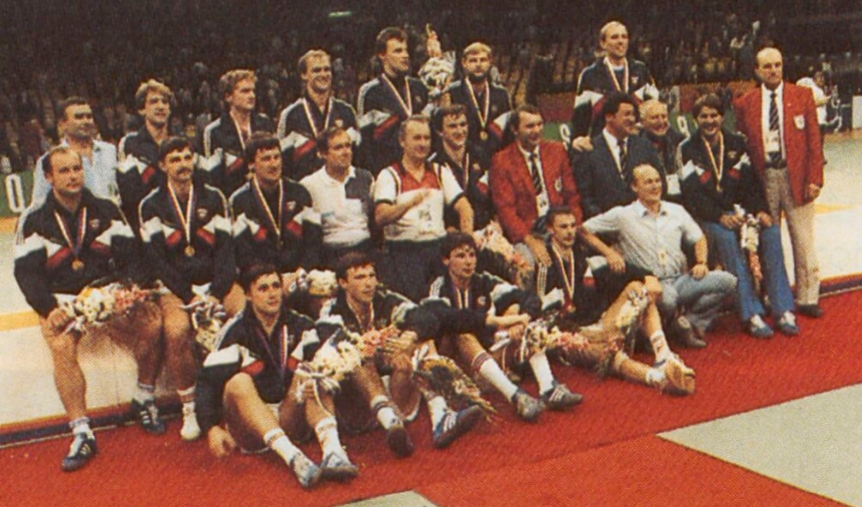
Gold: Sowjetunion
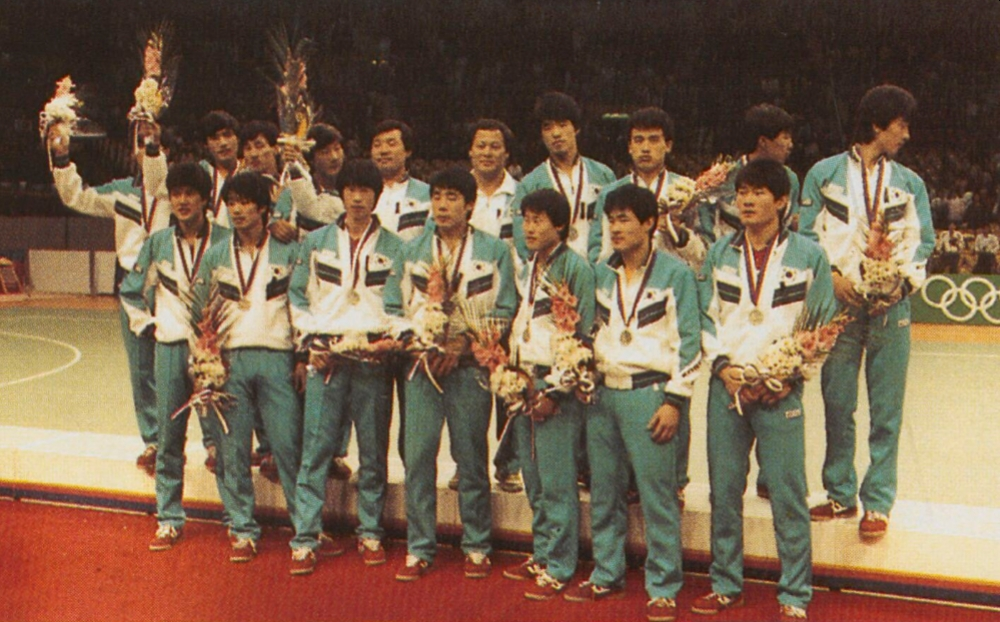
Silber: Südkorea
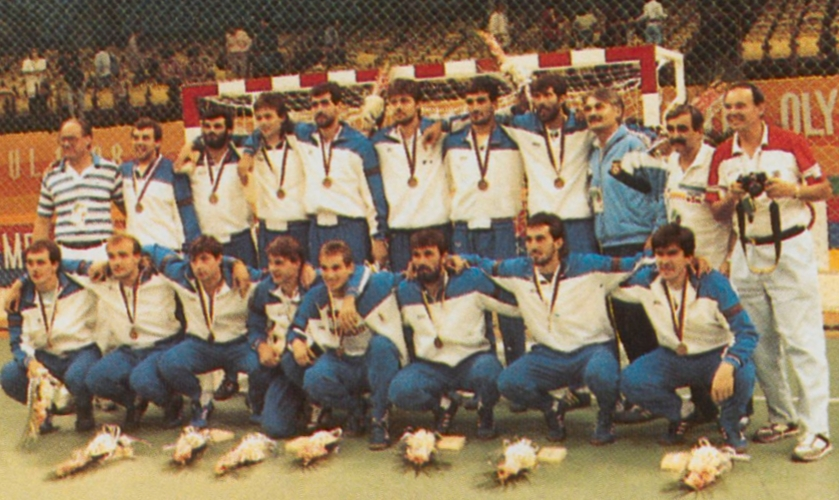
Bronze: Jugoslawien

### Vorrundenspiele
Die Vorrunde wurde in zwei Gruppen ausgetragen. Die Mannschaften spielten jeweils ein Spiel gegen jedes Gruppenmitglied. Die Vorrundensieger der beiden Gruppen spielten das Finale aus. Die beiden Gruppenzweiten spielten um den 3. Platz.

#### Gruppe A
| Rang | Land        | S | G | U | V | Tore    | Punkte |
| ---- | ----------- | - | - | - | - | ------- | ------ |
| 1    | Sowjetunion | 5 | 5 | 0 | 0 | 130:82  | 10     |
| 2    | Jugoslawien | 5 | 3 | 1 | 1 | 116:109 | 7      |
| 3    | Schweden    | 5 | 3 | 0 | 2 | 106:91  | 6      |
| 4    | Island      | 5 | 2 | 1 | 2 | 96:102  | 5      |
| 5    | Algerien    | 5 | 1 | 0 | 4 | 89:109  | 2      |
| 6    | USA         | 5 | 0 | 0 | 5 | 81:125  | 0      |

| Datum         | Ortszeit  | Begegnung   | Begegnung | Begegnung | Ergebnis      |
| ------------- | --------- | ----------- | --------- | --------- | ------------- |
| 20. September | 10:00 Uhr | Jugoslawien | -         | UdSSR     | 18:24 (7:10)  |
| 20. September | 14:00 Uhr | Schweden    | -         | Algerien  | 21:18 (14:9)  |
| 20. September | 18:00 Uhr | Island      | -         | USA       | 22:15 (8:8)   |
| 22. September | 10:00 Uhr | Jugoslawien | -         | USA       | 31:23 (17:11) |
| 22. September | 14:00 Uhr | Schweden    | -         | UdSSR     | 18:22 (7:11)  |
| 22. September | 18:00 Uhr | Island      | -         | Algerien  | 22:16 (11:8)  |
| 24. September | 10:00 Uhr | Jugoslawien | -         | Algerien  | 23:22 (10:11) |
| 24. September | 14:00 Uhr | Schweden    | -         | Island    | 20:14 (12:6)  |
| 24. September | 18:00 Uhr | UdSSR       | -         | USA       | 26:14 (10:5)  |
| 26. September | 10:00 Uhr | Jugoslawien | -         | Island    | 19:19 (8:10)  |
| 26. September | 14:00 Uhr | Schweden    | -         | USA       | 26:12 (11:6)  |
| 26. September | 18:00 Uhr | UdSSR       | -         | Algerien  | 26:13 (13:5)  |
| 28. September | 10:00 Uhr | USA         | -         | Algerien  | 17:20 (10:8)  |
| 28. September | 14:00 Uhr | Island      | -         | UdSSR     | 29:32 (8:15)  |
| 28. September | 18:00 Uhr | Jugoslawien | -         | Schweden  | 25:21 (14:10) |

#### Gruppe B
| Rang | Land                            | S | G | U | V | Tore    | Punkte |
| ---- | ------------------------------- | - | - | - | - | ------- | ------ |
| 1    | Südkorea                        | 5 | 4 | 0 | 1 | 127:117 | 8      |
| 2    | Ungarn                          | 5 | 3 | 0 | 2 | 102:93  | 6      |
| 3    | Tschechoslowakei                | 5 | 3 | 0 | 2 | 109:103 | 6      |
| 4    | Deutsche Demokratische Republik | 5 | 3 | 0 | 2 | 109:100 | 6      |
| 5    | Spanien                         | 5 | 2 | 0 | 3 | 101:106 | 4      |
| 6    | Japan                           | 5 | 0 | 0 | 5 | 97:126  | 0      |

| Datum         | Ortszeit  | Begegnung        | Begegnung | Begegnung        | Ergebnis      |
| ------------- | --------- | ---------------- | --------- | ---------------- | ------------- |
| 20. September | 11:30 Uhr | Ungarn           | -         | Südkorea         | 20:22 (9:11)  |
| 20. September | 15:30 Uhr | DDR              | -         | Japan            | 25:18 (14:10) |
| 20. September | 19:30 Uhr | Spanien          | -         | Tschechoslowakei | 17:20 (5:10)  |
| 22. September | 11:30 Uhr | Ungarn           | -         | Tschechoslowakei | 16:19 (6:12)  |
| 22. September | 15:30 Uhr | DDR              | -         | Südkorea         | 22:23 (13:9)  |
| 22. September | 19:30 Uhr | Spanien          | -         | Japan            | 25:19 (13:5)  |
| 24. September | 11:30 Uhr | Ungarn           | -         | Japan            | 22:19 (10:11) |
| 24. September | 15:30 Uhr | DDR              | -         | Spanien          | 21:20 (11:8)  |
| 24. September | 19:30 Uhr | Südkorea         | -         | Tschechoslowakei | 29:28 (15:12) |
| 26. September | 11:30 Uhr | Ungarn           | -         | Spanien          | 26:16 (14:8)  |
| 26. September | 15:30 Uhr | DDR              | -         | Tschechoslowakei | 24:21 (11:9)  |
| 26. September | 19:30 Uhr | Südkorea         | -         | Japan            | 33:24 (18:11) |
| 28. September | 11:30 Uhr | Tschechoslowakei | -         | Japan            | 21:17 (13:7)  |
| 28. September | 15:30 Uhr | Spanien          | -         | Südkorea         | 23:20 (10:9)  |
| 28. September | 19:30 Uhr | Ungarn           | -         | DDR              | 18:17 (7:0)   |

### Endrunde
In der Endrunde spielten die jeweils Gleichplatzierten der Gruppen A und B gegeneinander.

#### Spiele um Plätze 5 bis 12
| Datum, Uhrzeit           | Team 1   | Team 2                          | Ergebnis                                   |
| ------------------------ | -------- | ------------------------------- | ------------------------------------------ |
| Spiel um Platz 11        |          |                                 |                                            |
| 30. Sep. 1988, 10:00 Uhr | USA      | Japan                           | 21:24 (11:8)                               |
| Spiel um Platz 9         |          |                                 |                                            |
| 30. Sep. 1988, 11:30 Uhr | Algerien | Spanien                         | 15:21 (6:11)                               |
| Spiel um Platz 7         |          |                                 |                                            |
| 30. Sep. 1988, 14:00 Uhr | Island   | Deutsche Demokratische Republik | 29:31 n.S. (28:28) (25:25) (23:23) (13:12) |
| Spiel um Platz 5         |          |                                 |                                            |
| 30. Sep. 1988, 15:30 Uhr | Schweden | Tschechoslowakei                | 27:18 (14:8)                               |

#### Spiel um Platz 3
| Datum, Uhrzeit          | Team 1      | Team 2 | Ergebnis      |
| ----------------------- | ----------- | ------ | ------------- |
| 1. Okt. 1988, 15:00 Uhr | Jugoslawien | Ungarn | 27:23 (12:13) |

#### Finale
| Datum, Uhrzeit          | Team 1 | Team 2   | Ergebnis      |
| ----------------------- | ------ | -------- | ------------- |
| 1. Okt. 1988, 17:00 Uhr | UdSSR  | Südkorea | 32:25 (17:11) |

Die Halbzeitergebnisse sind in Klammern gesetzt.

### Torschützenliste
| Platz | Name                | Land        | Spiele | Tore |
| ----- | ------------------- | ----------- | ------ | ---- |
| 1     | Kang Jae-won        | Südkorea    | 6      | 49   |
| 2     | Rüdiger Borchardt   | DDR         | 6      | 42   |
| 3     | Kenji Tamamura      | Japan       | 6      | 34   |
| 4     | Kristján Arason     | Island      | 6      | 33   |
| 5     | Mihály Iváncsik     | Ungarn      | 6      | 31   |
| 5     | Zlatko Portner      | Jugoslawien | 6      | 31   |
| 5     | Lee Sang-hyo        | Südkorea    | 6      | 31   |
| 8     | László Marosi       | Ungarn      | 6      | 30   |
| 9     | Alexander Tutschkin | Sowjetunion | 6      | 29   |
| 9     | Veselin Vujović     | Jugoslawien | 6      | 29   |

### Mannschaftskader Platz 4 bis Platz 12
4.  Ungarn: Imre Bíró, József Bordás, Ottó Csicsay, János Fodor, János Gyurka, László Hoffmann, Mihály Iváncsik, Mihály Kovács, Péter Kovács, László Marosi, Tibor Oross, Jakab Sibalin, László Szabó, Géza Tóth;  Trainer: Lajos Mocsai
5.  Schweden: Per Carlén, Per Carlsson, Johan Eklund, Mats Fransson, Erik Hajas, Claes Hellgren, Peder Järphag, Björn Jilsén, Per Jilsén, Ola Lindgren, Staffan Olsson, Mats Olsson, Sten Sjögren, Magnus Wislander;  Trainer: Roger Carlsson
6.  Tschechoslowakei: Miroslav Bajgar, Michal Barda, Tomáš Bártek, Petr Baumruk, Milan Brestovanský, Karel Jindřichovský, Jiří Kotrč, Peter Mesiarik, Jan Novák, Jozef Škandík, Libor Sovadina, František Štika, Zdeněk Vaněk, Ľubomír Švajlen;  Trainer: Vojtech Mareš
7.  Deutsche Demokratische Republik: Rüdiger Borchardt, Jens Fiedler, Mike Fuhrig, Matthias Hahn, Stephan Hauck, Peter Hofmann, Bernd Metzke, Andreas Neitzel, Peter Pysall, Gunar Schimrock, Wieland Schmidt, Holger Schneider, Frank-Michael Wahl, Holger Winselmann;  Trainer: Paul Tiedemann
8.  Island: Kristján Arason, Alfreð Gíslason, Guðmundur Guðmundsson, Sigurður Gunnarsson, Atli Hilmarsson, Guðmundur Hrafnkelsson, Brynjar Kvaran, Þorgils Mathiesen, Páll Ólafsson, Bjarki Sigurðsson, Jakob Sigurðsson, Geir Sveinsson, Sigurður Valur Sveinsson, Einar Þorvarðarson, Karl Þráinsson;  Trainer: Bogdan Kowalczyk
9.  Spanien: Javier Cabanas, Juan de la Puente, Jesús Ángel Fernández, Jaume Fort, Jesús Gómez, Ricardo Marín, Juan Francisco Muñoz, Jaime Puig, Javier Reino, Lorenzo Rico, Julián Ruiz, Juan Sagalés, Eugenio Serrano Gispert, Juan José Uría, Miguel Ángel Zúñiga;  Trainer: Juan de Dios Román Seco
10.  Algerien: Makhlouf Ait Hocine, Omar Azeb, Benali Beghouach, Abdesselam Benmaghsoula, Mahmoud Bouanik, Salah Bouchekriou, Abdelhak Bouhalissa, Brahim Boudrali, Mourad Boussebt, Ahcene Djeffal, Alousofiane Draouci, Fethnour Lacheheb, Zine Eddine Seghir Mohamed, Kamel Ouchia;  Trainer: Mohamed Lamine Az Derouaz
11.  Japan: Izumi Fujii, Yukihiro Hashimoto, Hidetada Ito, Kazuhiro Miyashita, Yoshihiko Nikawadori, Kiyoshi Nishiyama, Shinji Okuda, Shinichi Shudo, Koji Tachiki, Takashi Taguchi, Seiichi Takamura, Kenji Tamamura, Kodo Yamamoto, Toshiyuki Yamamura, Hiroshi Yanai;  Trainer: Akira Tsugawa
12.  USA: James Buehning, Scott Driggers, Craig Fitschen, Steven Goss, Bob Hillary, Boyd Janny, Bryant Johnson, William Kessler, Stephen Kirk, Peter Lash, Joseph McVein, Rod Oshita, Joe Story, Mike Sullivan, Brian Bennett;  Trainer: Branislav Pokrajac

## Frauen

### Vorrunde

#### Gruppe A
|                  | Spiele | S | U | N | Tore  | Punkte |
| Südkorea         | 3      | 2 | 0 | 1 | 76:67 | 4      |
| Jugoslawien      | 3      | 2 | 0 | 1 | 58:58 | 4      |
| Tschechoslowakei | 3      | 2 | 0 | 1 | 81:69 | 4      |
| USA              | 3      | 0 | 0 | 3 | 55:76 | 0      |

| 21. September | Tschechoslowakei | 27 | : | 33 | Südkorea    |
| 21. September | Jugoslawien      | 19 | : | 18 | USA         |
| 23. September | Tschechoslowakei | 33 | : | 19 | USA         |
| 23. September | Jugoslawien      | 22 | : | 19 | Südkorea    |
| 25. September | Südkorea         | 24 | : | 18 | USA         |
| 25. September | Tschechoslowakei | 21 | : | 17 | Jugoslawien |

#### Gruppe B
|                | Spiele | S | U | N | Tore   | Punkte |
| Sowjetunion    | 3      | 2 | 1 | 0 | 75:49  | 5      |
| Norwegen       | 3      | 2 | 1 | 0 | 75:53  | 5      |
| VR China       | 3      | 1 | 0 | 2 | 76:58  | 2      |
| Elfenbeinküste | 3      | 0 | 0 | 3 | 37:103 | 0      |

| 21. September | UdSSR    | 24 | : | 19 | VR China       |
| 21. September | Norwegen | 34 | : | 14 | Elfenbeinküste |
| 23. September | UdSSR    | 32 | : | 11 | Elfenbeinküste |
| 23. September | Norwegen | 22 | : | 20 | VR China       |
| 25. September | VR China | 37 | : | 12 | Elfenbeinküste |
| 25. September | UdSSR    | 19 | : | 19 | Norwegen       |

### Endrunde
Die Spiele in der Endrunde wurden in Gruppenspielen ausgetragen.

#### 5. bis 8. Platz
|                  | Spiele | S | U | N | Tore  | Punkte |
| Tschechoslowakei | 3      | 3 | 0 | 0 | 93:52 | 6      |
| VR China         | 3      | 2 | 0 | 1 | 89:60 | 4      |
| USA              | 3      | 1 | 0 | 2 | 68:80 | 2      |
| Elfenbeinküste   | 3      | 0 | 0 | 3 | 40:98 | 0      |

| 27. September | VR China       | 31 | : | 22 | USA            |
| 27. September | Elfenbeinküste | 12 | : | 34 | ČSSR           |
| 29. September | Elfenbeinküste | 16 | : | 27 | USA            |
| 29. September | VR China       | 21 | : | 26 | ČSSR           |
| 1. Oktober    | VR China       | 37 | : | 12 | Elfenbeinküste |
| 1. Oktober    | USA            | 19 | : | 33 | ČSSR           |

#### 1. bis 4. Platz
|             | Spiele | S | U | N | Tore  | Punkte |
| Südkorea    | 3      | 2 | 0 | 1 | 63:61 | 4      |
| Norwegen    | 3      | 1 | 1 | 1 | 59:57 | 3      |
| Sowjetunion | 3      | 1 | 1 | 1 | 56:55 | 3      |
| Jugoslawien | 3      | 1 | 0 | 2 | 52:57 | 2      |

| 27. September | Jugoslawien | 15 | : | 18 | UdSSR       |
| 27. September | Südkorea    | 23 | : | 20 | Norwegen    |
| 29. September | Jugoslawien | 15 | : | 20 | Norwegen    |
| 29. September | Südkorea    | 21 | : | 19 | UdSSR       |
| 1. Oktober    | UdSSR       | 19 | : | 19 | Norwegen    |
| 1. Oktober    | Südkorea    | 19 | : | 22 | Jugoslawien |

### Mannschaftskader

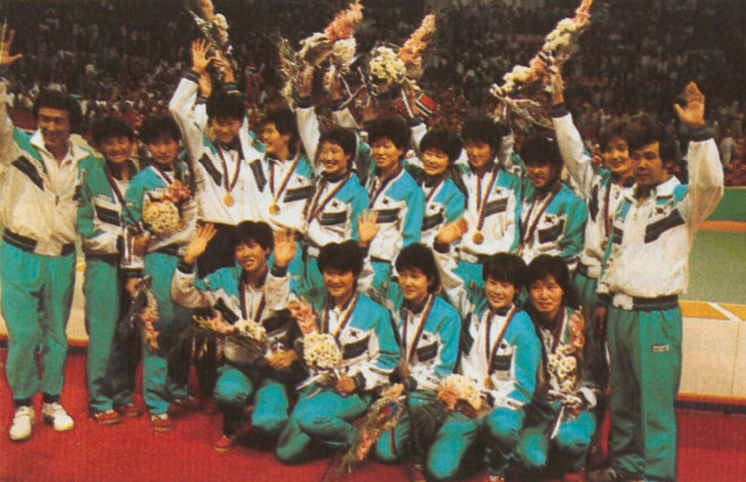
Südkoreas Mannschaft feiert den Gewinn der Goldmedaille.

| Platz | Land | Spieler |
| ----- | ---- | --- |
| 1     | KOR  | Han Hyun-sook, Ki Mi-sook, Kim Choon-rye, Kim Hyun-mi, Kim Kyung-soon, Lee Ki-soon, Lim Mi-kyung, Son Mi-na, Song Ji-hyun, Suk Min-hee, Sung Kyung-hwa, Kim Myung-soon |
| 2     | NOR  | Vibeke Johnsen, Cathrine Svendsen, Heidi Sundal, Hanne Hegh, Hanne Hogness, Karin Singstad, Trine Haltvik, Berit Digre, Ingrid Steen, Karin Pettersen, Kristin Midthun, Marte Eliasson, Kjerstin Andersen, Annette Skotvoll                                                          |
| 3     | URS  | Natalja Mitrjuk, Laryssa Karlowa, Switlana Mankowa, Sinajida Turtschyna, Olha Semenowa, Marina Basanowa, Natalja Morskowa, Jewhenija Towstohan, Natalja Rusnatschenko, Olena Nemaschkalo, Tatjana Dschandschgawa, Natalja Anissimowa, Elina Gussewa, Natalja Lapizkaja, Tetjana Horb |